# Белов, Сергей Викторович (политик)
Серге́й Ви́кторович Бело́в (род. 23 июня 1973, Горький, РСФСР) — государственный деятель, с 24 декабря 2015 по 18 октября 2017 года глава администрации (сити-менеджер) Нижнего Новгорода.

## Биография
В 2004 году окончил Нижегородский государственный университет имени Н. И. Лобачевского, специальность «Экономика и бухгалтерский учёт». В 2007 году получил второй диплом о высшем образовании там же по специальности «Финансы и кредит».
Параллельно с получением высшего образования с 2003 года работал в управлении нескольких коммерческих предприятий.
В 2011 году переходит на муниципальную службу, став первым заместителем главы администрации Ленинского района Нижнего Новгорода.
В 2013 году переходит на работу в администрацию Приокского района Нижнего Новгорода на должность главы районной администрации. Становится также заместителем главы администрации города.
В декабре 2015 года выдвинул свою кандидатуру на должность нового главы администрации Нижнего Новгорода. На состоявшихся 23 декабря 2015 года в городской Думе выборах одержал победу с почти двукратным превосходством (30 голосов против 17) над ставленником областной администрации А. В. Авериным. Официально утверждён в должности 24 декабря. 18 октября 2017 года, глава администрации Нижнего Новгорода Сергей Белов подал в отставку.

## Личная жизнь
Женат, есть дочь.

## Оспаривание легитимности
Назначение на должность главы городской администрации было оспорено депутатом Гордумы Евгением Лазаревым. По его словам законность проведения выборов под большим сомнением, так как тайное голосование депутатов проходило с нарушениями. Урна для голосования находилась в закрытой комнате, тогда как должна была быть полностью прозрачной и стоять на всеобщем обозрении. Однако этого сделано не было.